# Baskiens universitet
Baskiens universitet (baskiska: Euskal Herriko Unibertsitatea, EHU; spanska: Universidad del País Vasco, UPV; UPV/EHU) är ett universitet i Spanien.   Det ligger i provinsen Bizkaia och regionen Baskien.
Universitetet etablerades 1980 som ett fristående universitet. Det hade dessförinnan vuxit fram som en samling fakulteter under dåvarande Bilbaos universitet. 1955 bildades det med fakulteter i ekonomi, medan medicinfakulteten tillkom 1968. Två år senare anslöt sig bland annat en sjöbefälsskola och en teknisk högskola.
Universitetet har campus i den autonoma regionen Baskiens alla tre provinser. I Biscaya finns man i Leioa, Bilbao, Portugalete och Barakaldo, i Gipuzkoa i San Sebastián och Eibar, i Álava i Vitória–Gasteiz.
Utbildningsinstitutionen är den största i regionen, med 45 000 studenter och cirka 5 000 anställda. Man står för cirka 90 procent av den universitetsbaserade forskningen i Baskien och drar nytta av regionens goda industrilandskap.